# Serbia i Czarnogóra w Konkursie Piosenki Eurowizji
Nieistniejące już państwo Serbia i Czarnogóra brało udział w Konkursie Piosenki Eurowizji dwukrotnie, debiutując w 2004. Od czasu debiutu konkursem w kraju zajmował się nadawca Udruženje javnih radija i televizija (UJRT), związek dwóch nadawców publicznych – Radio-Televizija Srbije (RTS) i Radiotelevizija Crne Gore (RTCG).
W latach 2004–2006 reprezentant Serbii i Czarnogóry wybierany był podczas selekcji Evropesma, przy czym połowa uczestników programu pochodziła z Serbii (wybierana była na festiwalu Beovizija w Belgradzie), a druga połowa – z Czarnogóry (ich wybór dokonywany był podczas festiwalu Montevizija w Podgoricy).
W 2006 wynik finału eliminacji został unieważniony z powodu zarzutów stronniczego głosowania jurorów z Czarnogóry, w wyniku czego reprezentantem kraju miałby zostać drugi rok z rzędu zespół No Name. Wobec braku porozumienia między narodowymi telewizjami RTS i RTCG kraj wycofał się z uczestnictwa w konkursie, zwalniając tym samym miejsce w finale na rzecz Chorwacji. Zachował jednak prawo przyznania swoich punktów podczas głosowań.
Od 2007 w konkursie uczestniczą oddzielnie Serbia oraz Czarnogóra.

## Uczestnicy

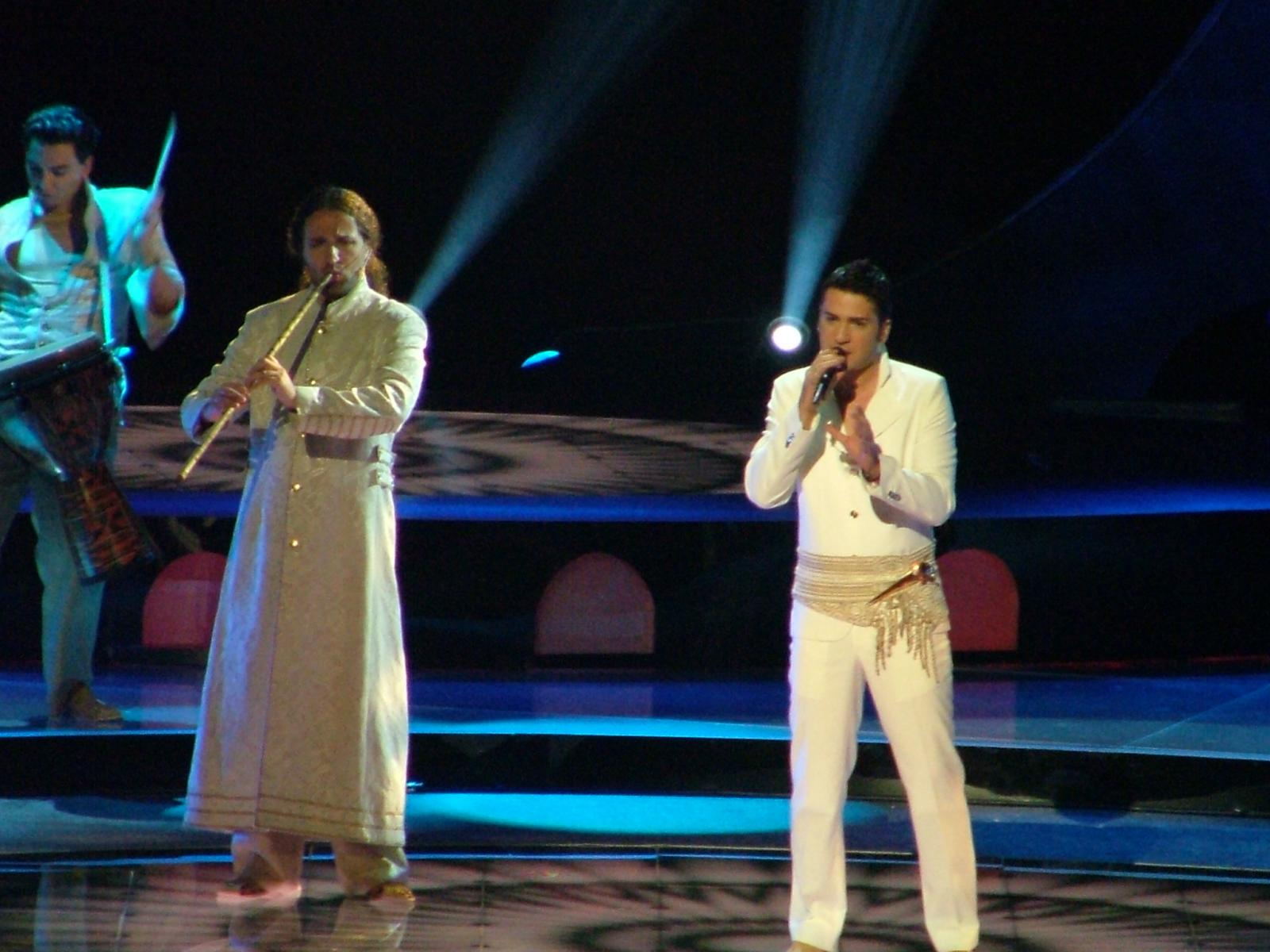
Željko Joksimović podczas 49. Konkursu Piosenki Eurowizji w 2004

| Rok  | Artysta           | Piosenka        | Język   | Finał              | Finał              | Półfinał           | Półfinał           |
| Rok  | Artysta           | Piosenka        | Język   | Miejsce            | Punkty             | Miejsce            | Punkty             |
| ---- | ----------------- | --------------- | ------- | ------------------ | ------------------ | ------------------ | ------------------ |
| 2004 | Željko Joksimović | „Lane moje”     | serbski | 2                  | 263                | 1                  | 263                |
| 2005 | No Name           | „Zauvijek moja” | serbski | 7                  | 137                | Top 12             | Top 12             |
| 2006 | No Name           | „Moja ljubavi”  | serbski | Uczestnik wycofany | Uczestnik wycofany | Uczestnik wycofany | Uczestnik wycofany |

Legenda:
     1. miejsce

## Historia głosowania (2004-2005)
| L.p. | Kraj                 | Punkty |
| ---- | -------------------- | ------ |
| 1    | Macedonia Północna   | 27     |
| 2    | Chorwacja            | 25     |
| 2    | Grecja               | 25     |
| 4    | Bośnia i Hercegowina | 22     |
| 5    | Albania              | 16     |

| L.p. | Kraj                 | Punkty |
| ---- | -------------------- | ------ |
| 1    | Austria              | 24     |
| 1    | Chorwacja            | 24     |
| 1    | Szwajcaria           | 24     |
| 4    | Bośnia i Hercegowina | 22     |
| 4    | Słowenia             | 22     |